# Mandevilla megabracteata
Mandevilla megabracteata är en oleanderväxtart som beskrevs av J.F.Morales. Mandevilla megabracteata ingår i släktet Mandevilla och familjen oleanderväxter. Inga underarter finns listade i Catalogue of Life.